# Classe Awaji
La classe Awaji è una classe di cacciamine e dragamine operativi nella Kaijō Jieitai, che sono entrati in servizio a partire dal 2017. Si tratta di dragamine oceanici in grado di svolgere la loro attività in mare d'altura, e di eseguire anche le funzioni di cacciamine impiegando un'ampia varietà di dispositivi, dal tradizionale dragaggio meccanico ai più avanzati veicoli sottomarini come ROV e UUV.

## Progetto e storia
Gli Awaji sono dragamine e cacciamine con capacità avanzate, definiti Minesweeper Ocean (MSO), e chiamati in giapponese sōkaikan. Sono stati concepiti per sostituire la precedente classe Yaeyama, e altre unità più anziane che erano state già ritirate.
Lo scafo è costruito in plastica rinforzata FRP (Fiber Reinforced Polymer), un materiale che garantisce molti vantaggi fra cui la leggerezza e robustezza, e soprattutto il necessario isolamento elettromagnetico indispensabile per queste navi.

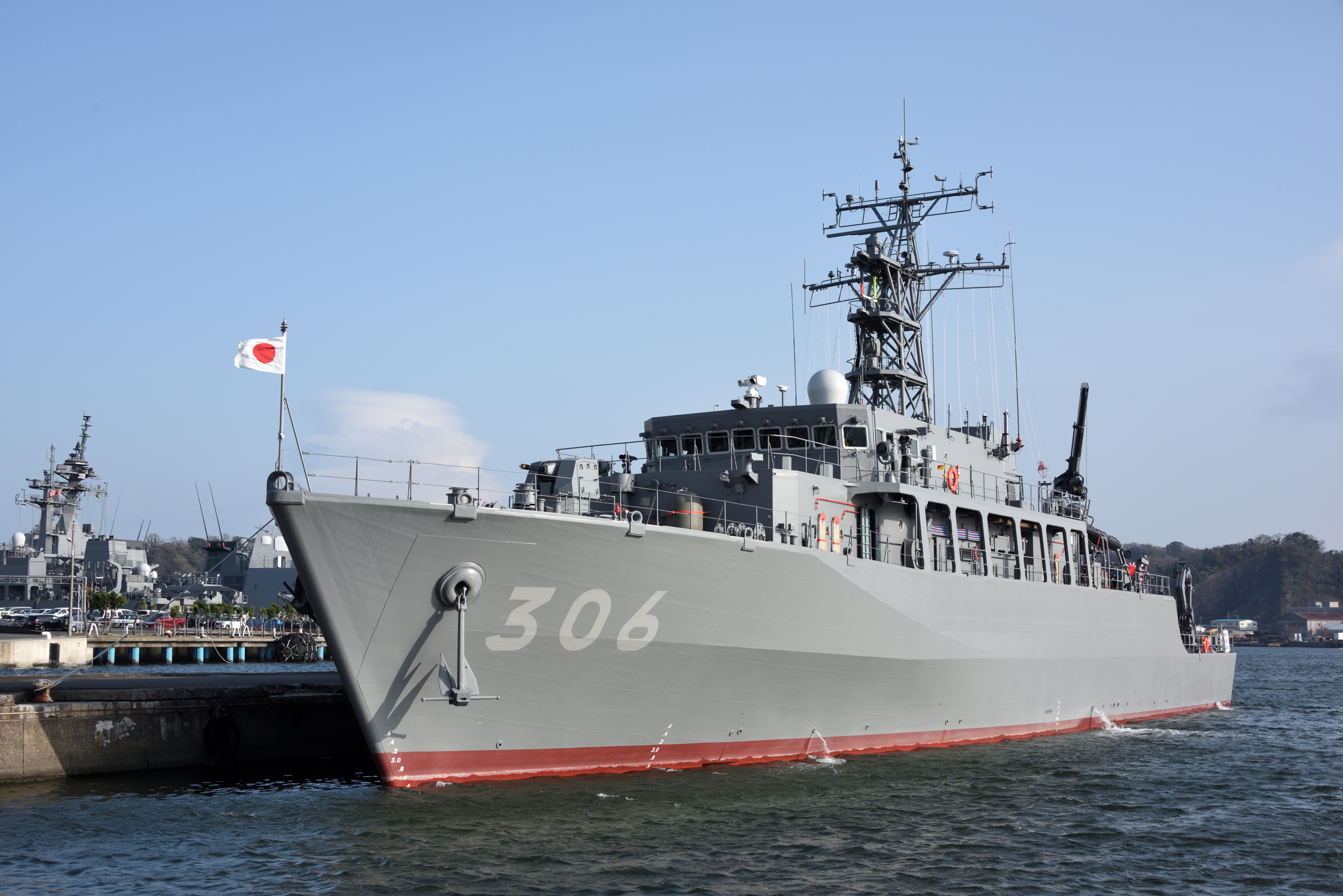
La terza unità Etajima (MSO-306).

## Dotazione elettronica
La dotazione elettronica comprende un radar di scoperta di superficie Japan Radio OPS-39H, un sonar per dragamine OQQ-10, un rilevatore di mine ZQS-4, dispositivi di sorveglianza ottica e LIDAR.

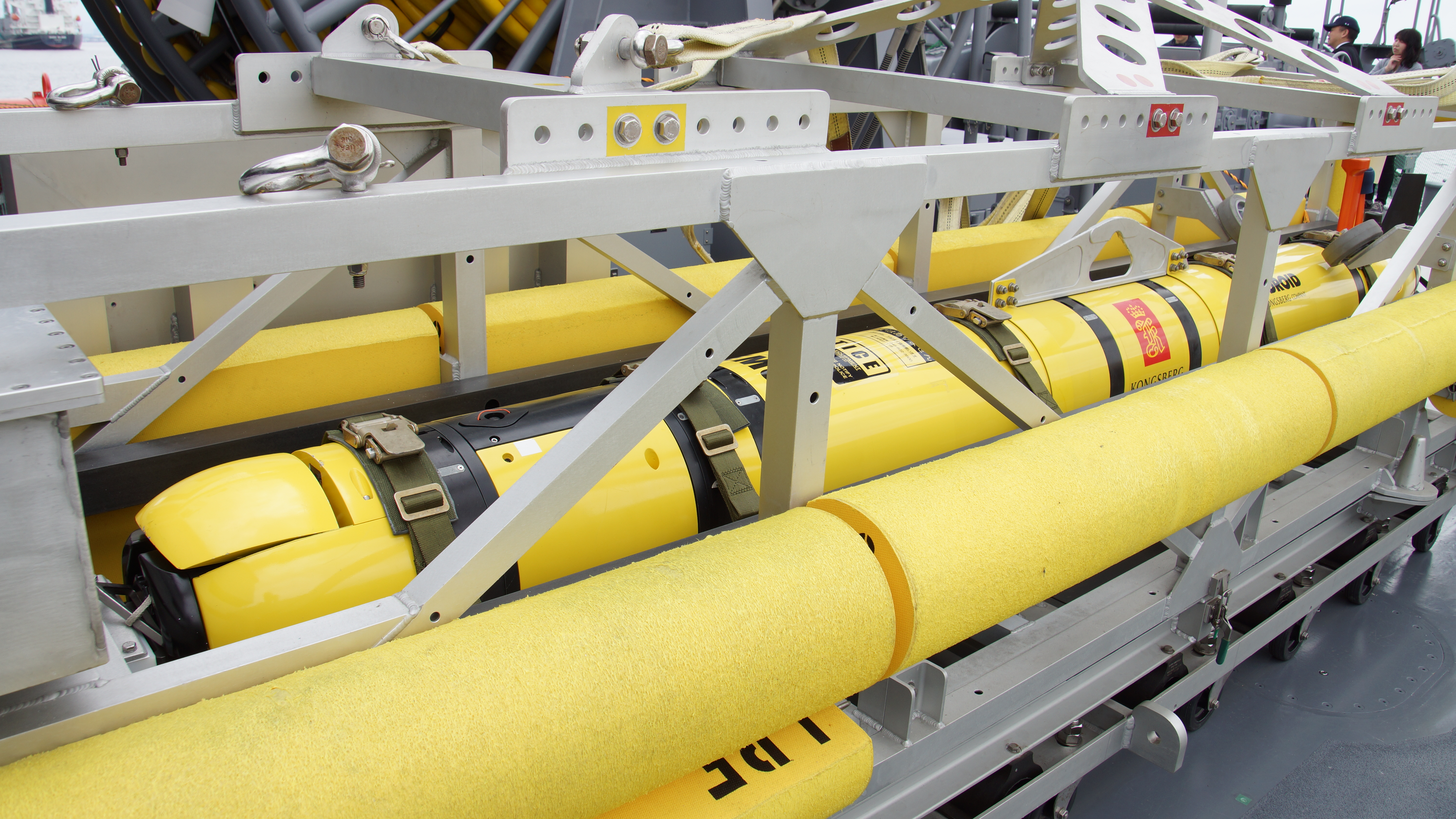
Il veicolo sottomarino OZZ-2.

Particolarmente ricco è l'equipaggiamento costituito dai veicoli sottomarini che includono gli UUV modello OZZ-2 e OZZ-4, e i ROV modello OXX-2.

## Armamento
L'artiglieria è limitata a scopi difensivi, ed è rappresentata da un cannone a canne rotanti Vulcan da 20 mm a controllo remoto, modello JM61R-MS costruito su licenza da Sumitomo.

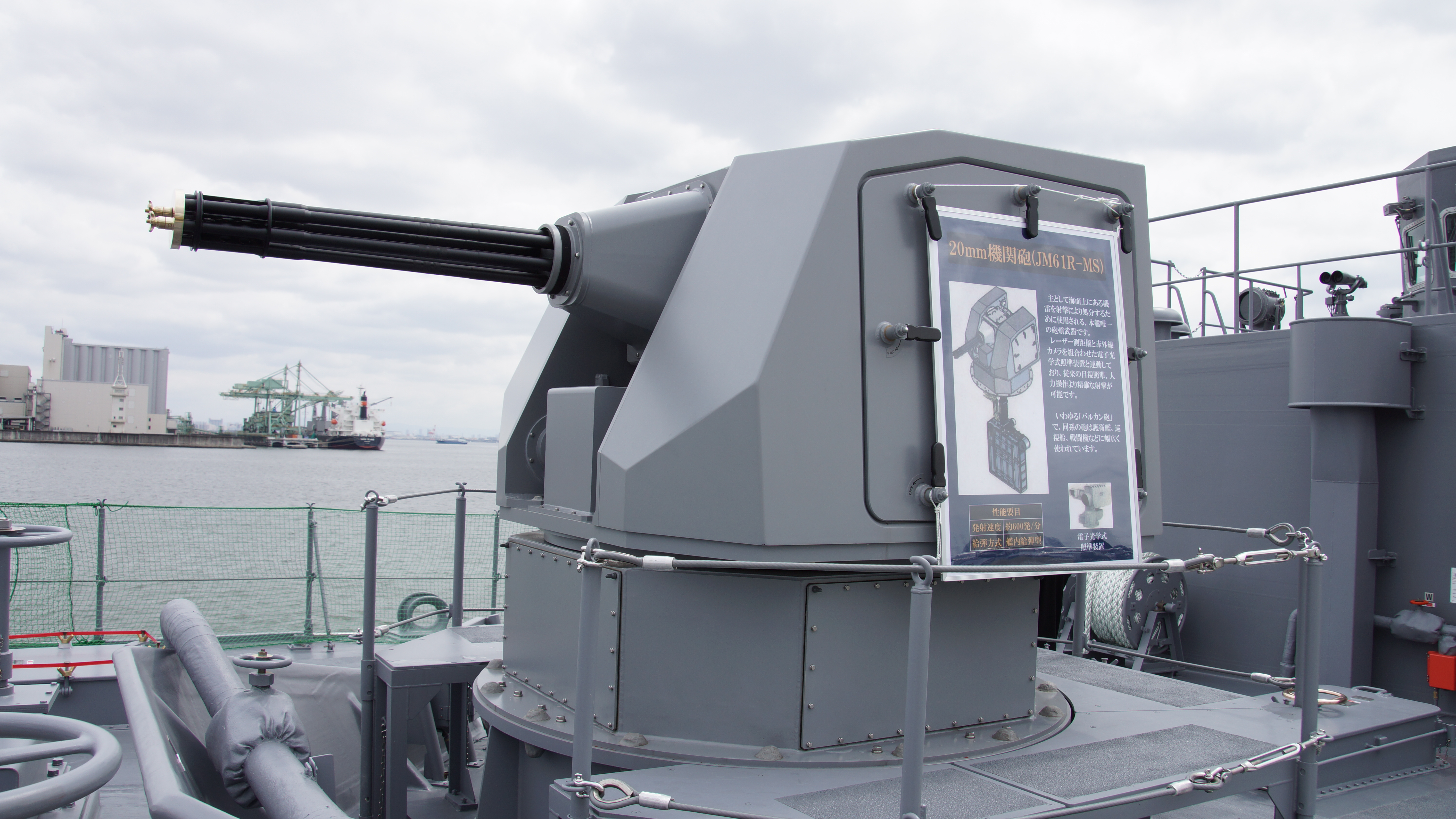
Il cannone JM61R-MS da 20 mm installato a prua.

L'arma è montata in una robusta torretta dotata di camera all'infrarosso per il puntamento, e può essere impiegata sia contro altre unità navali, oppure contro le stesse mine affioranti in superficie, sia per la difesa antiaerea di punto contro droni, aerei e missili antinave subsonici.

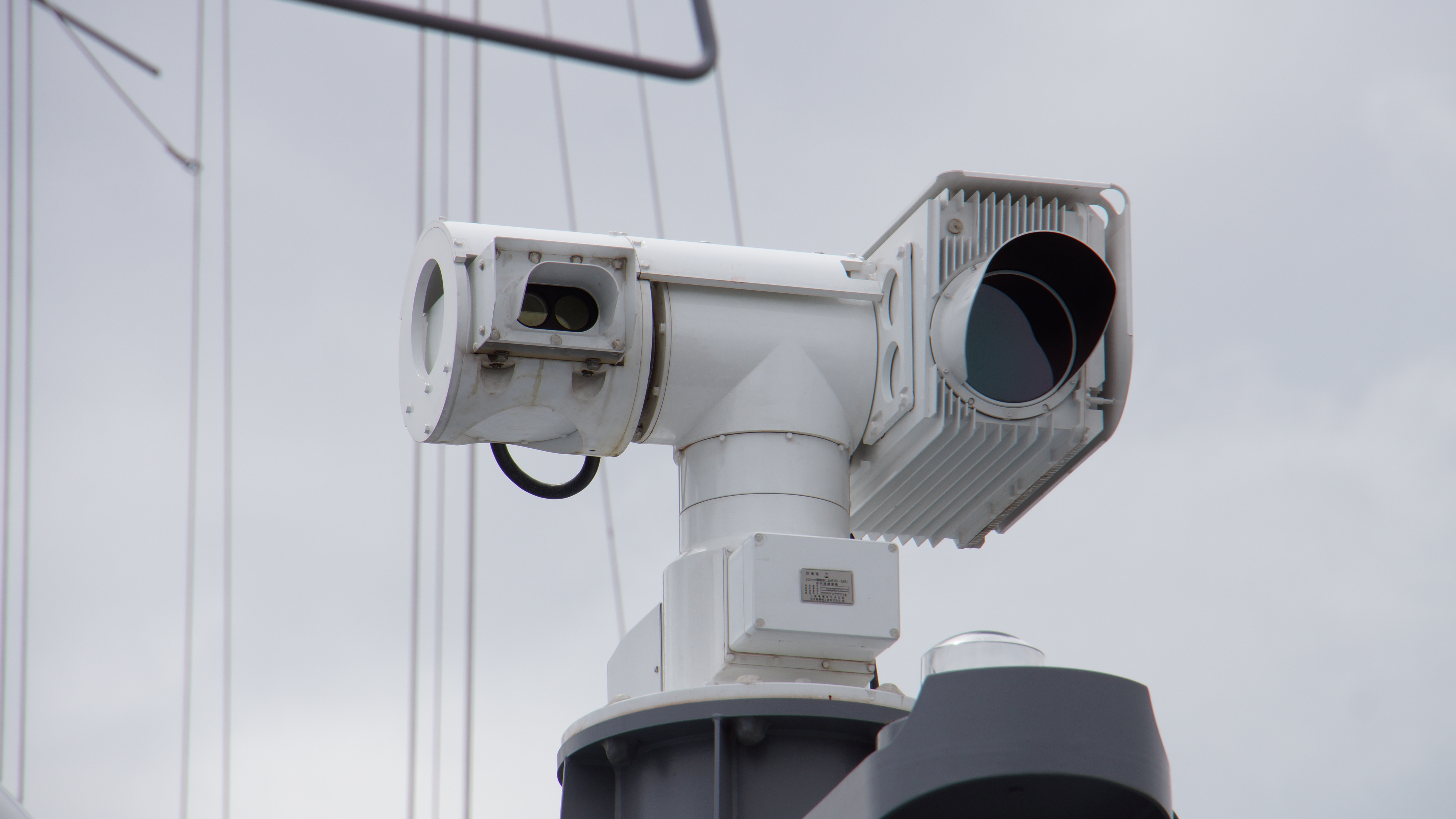
Le telecamere usate per il puntamento del cannone.

Le armi principali sono costituite dalle cariche esplosive antimine EMD (Explosive Mine Disposal) che vengono utilizzate per la bonifica dei tratti di mare dove le navi operano.